# Rolls-Royce Phantom V
Rolls-Royce Phantom V — модель класу лімузин британської компанії Rolls-Royce Limited 1959–1968 років.

## Конструкція

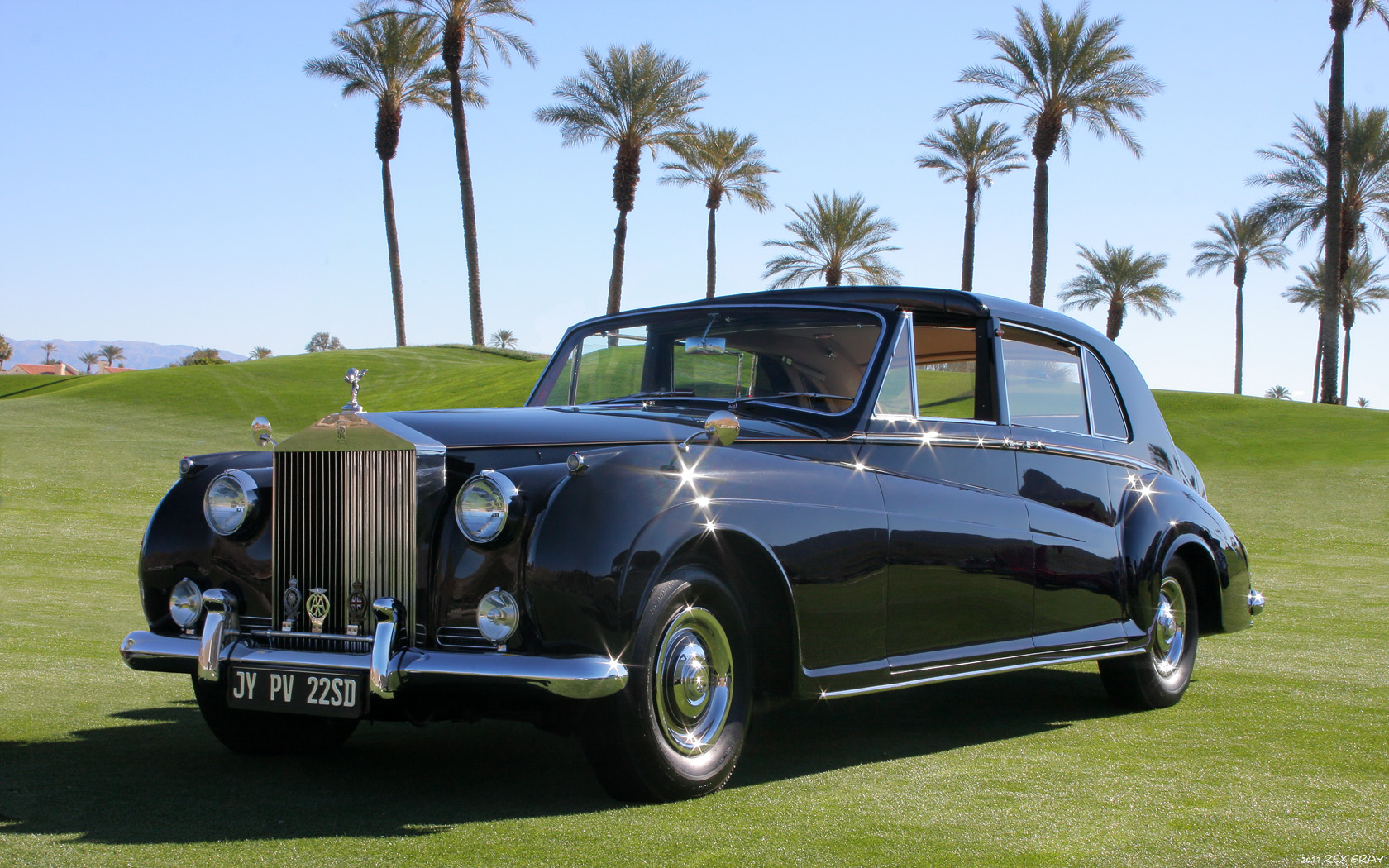
Rolls-Royce Phantom V.
Кузов Купе де Вілле James Young. 1961

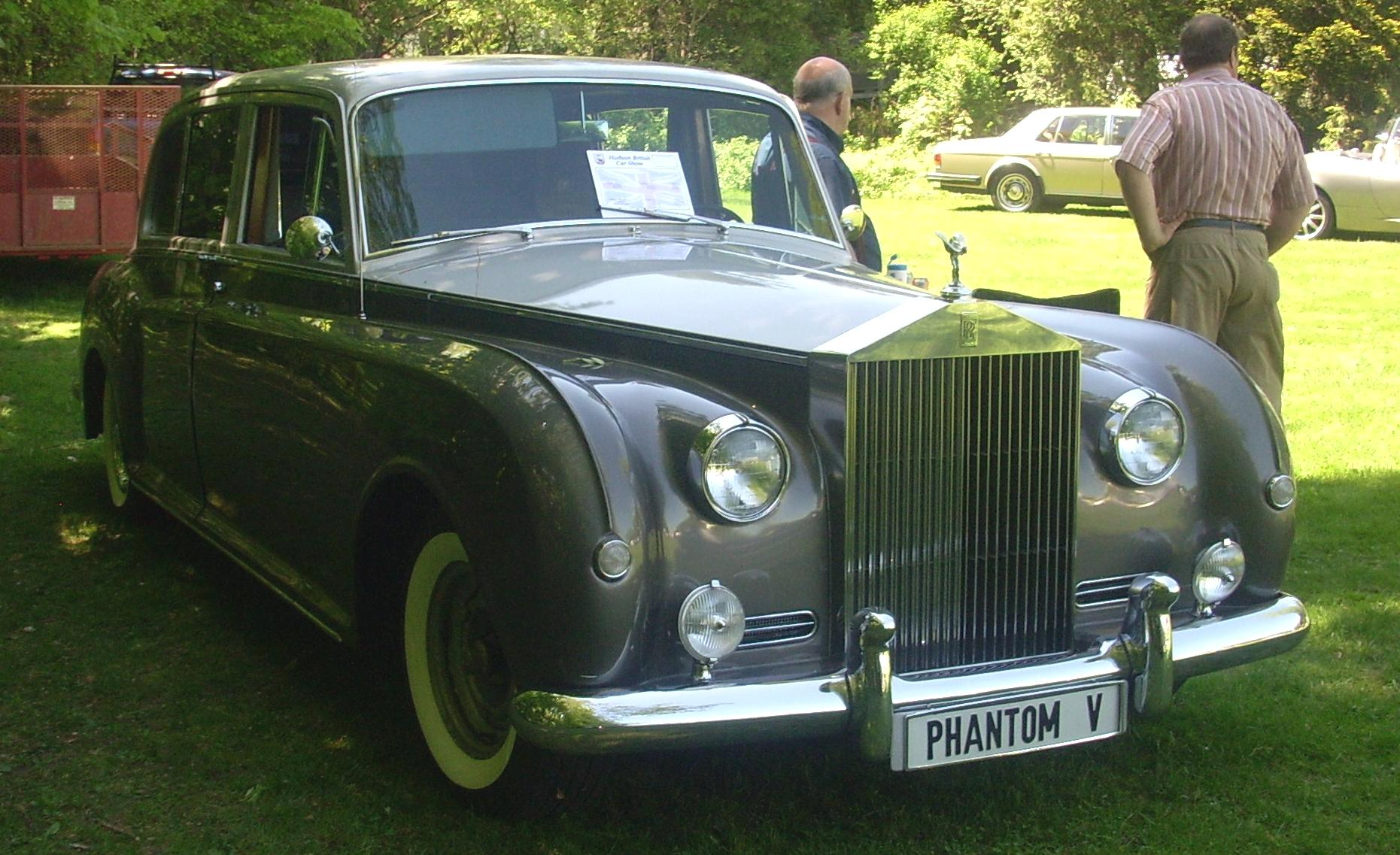
Rolls-Royce Phantom V. 1968

Конструкція Phantom V базувалась на моделі Silver Cloud II, з якої запозичили мотор і гідроавтоматичну коробку передач General Motors. Впродовж 1959–1968 років випустили 516 машин даної моделі. З 1963 почали встановлювати потужніший мотор з Silver Cloud III, згодом нві передні крила з подвійними фарами. Мотор V8 з кутом розвалу блоків циліндрів 90° , двома карбюраторами мав об'єм 6230 см³, що розганяв авто до швидкості 163 км/год.
Доволі багато шасі Phantom V отримали кузови спеціалізованих компаній, серед яких найбільше виготовила фабрика James Young Coachbuilder.

### Власники
Два Rolls-Royce Phantom V були офіційними автомашинами Сполученого Королівства та використовувались Королева-Мати і Єлизаветою II, причому останній має гараж на королівській яхті «HMY Britannia»
Король Норвегії Олаф V посідав Phantom V 1962 року.
Президент Югославії Йосип Броз Тіто купив Phantom V 1960 року.
Губернатори Гонконгу використовували Phantom V у церемоніальних цілях. Після передачі 1 липня 1997 Гонконгу Китаю ВМФ перевезли авто до Британії.
Білий Rolls-Royce Phantom V купив Джон Леннон, для якого його перемалювали у психоделічному стилі. Тепер авто належить до яскравих зразків поп-культури.